# Ptychochromis loisellei
Ptychochromis loisellei és una espècie de peix de la família dels cíclids i de l'ordre dels perciformes.

## Morfologia
- Els mascles poden assolir 11,9 cm de longitud total.[1]

## Hàbitat
Viu en zones de clima tropical.

## Distribució geogràfica
Es troba a Madagascar.